# Rhodophthitus unca
Rhodophthitus unca là một loài bướm đêm trong họ Geometridae.